# Emílio Figueira
Emílio Carlos Figueira da Silva (São Paulo, 09 de setembro de 1969), escritor, jornalista, psicólogo, psicanalista, cientista, teólogo, dramaturgo e poeta brasileiro. Por causa de uma asfixia durante o parto, Emílio Figueira ficou com paralisia cerebral, problemas de coordenação motora nos movimentos e na fala. Autor de mais de cem livros variados entre científicos, pedagógicos e literários, peças teatrais e roteiros audiovisuais. E uma vasta produção de quarenta anos sobre Inclusão Social e Educação Inclusiva no Brasil. Recebeu vinte e dois prêmios na literatura, jornalismo e teatro.

## Jornalismo, Literatura, Dramaturgia
Após uma década de longos e intensos tratamentos nos anos 1970 na Associação de Assistência à Criança Deficiente, a AACD, aos 11 anos, Emílio Figueira deixou São Paulo  para morar em uma pequena cidade do interior, Guaraçaí. Um ano depois já escrevia reportagens para a “Folha de Guaraçaí” e outras publicações e rádios da região do noroeste paulista. Aos 18 anos, em 1986, formou-se em jornalismo técnico. Aos 19 anos, mudou-se para Bauru, chegando a ser chefe-de-redação da extinta “Folha da Cidade”, grupo que editava três jornais. Nos últimos quarenta anos, Figueira escreveu para vários jornais, revistas e portais de massa e tantas outras publicações alternativas.
Emílio Figueira, desde muito novo, teve uma queda grande pelas artes, produzindo entre os 2 e 5 anos de idade, inúmeros desenhos e pinturas. Aos 7  anos já escrevia seus primeiros poemas e contos. Aos 16, publicou o seu primeiro livro “Noites Guaraçaienses” (1986), somando a outras obras de poesias como “A Face Oculta” (1990), “Canções Da Gaveta Muda” (2014), “Curta Filosofia” (2018), além de participar de várias antologias poéticas.
Nas coletâneas de seus livros literários publicados no Brasil, entre infantis, juvenis, contos, novelas literárias, destacam-se os romances “Quando o Verão Chegar” (1987), “O Palco Da Ilusão” (1988), “A Fábrica De Sorrisos” (1997), “O Homem Que Amou em Silêncio” (2013), “Flores Entre Rochas” (2015), “Ventos Nas Velas” (2020), “Os Amores Que Não Vivi” (2021) e “Folhetins Emiilianos - Novelas Selecionadas" (2023). Parte deles foram traduzidos para o inglês, espanhol, francês e italiano..
No campo teológico, Emílio Figueira é autor dos livros “Entre a Cruz e a Clínica” (2012), “As Pessoas Com Deficiência Ao Longo Do Cristianismo” (2015), “Cristãos Sem Bandeiras”, (2022, lançado em cinco idiomas). Série “Narrativas Cristãs” ("Escavação da Alma", "Três Contos Cristãos", "Almas Incluídas", "Os Veterinários de Deus", "A Igreja Noturna", "O Plantio de Deus"). “Novelas Cristãs” (2024), “Como Encontrar E Manter Um Amor Cristão Em Tempos De Individualismo” (2024).
Dentre suas obras infantojuvenis estão “O Desajeitado” (1986), “Do Chocolate, Ao Primeiro Beijo” (1989), “O Astronauta Que Vende Banana” (1999), “Lembranças De Um Ano Letivo” (2006) “O Machado E A Árvore” (2011), “Os Brinquedos” (2011), “O Martelo E O Prego” (2011), “Juca, O Boleiro” (2012), “Memórias De Uma Menina Sapeca” (2016) e “As Cartas De Aninha” (2020),  “Memórias De Thiago Na Chácara De Seus Avós” (2023), “As Pipas De Rafael” (2023), “Amável Arara Azul” (2023), “O Menino Que Decidia Ser Escritor” (2023), “Uma Minhoca Chamada Maroca” (2023) e “Chanel, Uma Bezerra Na Cidade” (2023).
De vida limitada por sua deficiência motora, escreveu dois livros de memórias detalhados, “O Caso Do Tipógrafo” (2009 – Prêmio Sentidos de Literatura em 2010), “Confissões De Um Bom Malandro” (2019) e “Autor De Mim Mesmo” (2024).
Como dramaturgo, Figueira é autor das peças como “O Desajeitado” (1986), “Uma Psicóloga Em Minha Vida” (1997), “Encontro Não Marcado” (1997), “Do Chocolate, Ao Primeiro Beijo! (1997), “Enfim, Brigamos!” (2000), “A Fábrica De Loucos” (2010), “O Toque Da Campainha” (2012), “Cinquenta Minutos” (2014), “Aprendendo Com Moluscos” (2014), os musicais “Assim Eram Os Festivais” (2019), “A Nova Turma De Dukinha” (2020) e “Obrigado Por Cuidar De Mim” (2022).
Argumentista de três episódios para o extinto programa “Você Decide” da Rede Globo e vários roteiros para emissoras educativas. Dentro de sua produção audiovisual como roteirista e documentarista, destacam-se “Diálogos – O Filme” (2011), “1981 – O Início Da Minha História Inclusiva” (2014), “Noites Guaraçaienses "O Nascimento De Um Poeta” (2016), “Sementes De Minha Inclusão” (2017) e “Traços de Interior” (2022).

## Carreira Científica, Educação Inclusiva, Inclusão Social
Em 1993, Emílio Figueira foi convidado a escrever um livro sobre a história do Centrinho (Hospital de Reabilitação de Anomalia Craniofaciais da USP/Bauru), onde começou sua carreira de pesquisador científico.  Em sete anos que permaneceu no Centrinho, ele produziu seis monografias de especializações sobre pessoas com deficiência.
Aos 33 anos, voltou a estudar com o desafio de chegar ao grau de cientista. No final de 2006, bacharelou-se em Psicologia pela Universidade do Sagrado Coração-USC/Bauru. Ainda na faculdade, estudava e escrevia sobre o que ele chamava de “Arte e Loucura”,como o fazer artístico poderia ajudar na saúde mental, escrevendo os livros “Psicologia Da Arte” (2012), “Raízes Da Psicologia Da Arte” (2013) e “História Da Arte E Loucura” (2013), “Como Ser Determinado E Resiliente Como Walt Disney” (2024), “Como Encontrar Um Amor Em Tempos De Individualismo” (2024).
Voltou para São Paulo em 2007, fazendo mestrado em Educação Inclusiva, com a dissertação “As Pessoas Com Deficiência Dialogando Com A Arte” (2009). Depois formação e doutorado em psicanálise com sua tese publicada em livro “A Meia-Idade Do Século XXI” (2010). Em 2012, Emílio Figueira bacharelou-se em teologia e três anos depois, doutorou-se novamente como teólogo, tese transformada no livro “Teologia Da Inclusão - A trajetória das pessoas com deficiência na história do Cristianismo” (2015, relançada em 2023 com o título "As Pessoas Com Deficiência Ao Longo Do Cristianismo - Bases Históricas Para Uma Teologia Da Inclusão"..
Após vinte e sete anos como pesquisador científico e conferencista de pós-graduações em psicologia e pedagogia em universidades brasileiras, dentre as quais a Universidade de São Paulo/USP, sua produção acadêmica passa de mais de cem trabalhos publicados no Brasil e em vários países, que deram origens aos seus livros de coletâneas como “Introdução À Psicologia E Pessoas Com Deficiência” (2023), “Psicologia E Inclusão – Atuações Psicológicas Em Pessoas Com Deficiência” (2015), “O Psicólogo Como Mediador Na Educação Inclusiva” (2018), “Psicanálise E Pessoas Com Deficiência - Bases Teóricas Às Intervenções Clínicas E Na Sociedade Inclusiva”, “Inteligência Artificial E Pessoas Com Deficiência” (2024). Além de sua vida e obra ser tema de vários trabalhos acadêmicos pelo Brasil.
Emílio Figueira iniciou em 1983 sua militância em prol da inclusão das pessoas com deficiência no Brasil, como é narrado no documentário “Digitando Com Um Dedo“ (2022) do diretor Rubens Castro, reconstituindo os quarenta anos em que, por ter uma vida restrita pela paralisia cerebral, fez do jornalismo, literatura, psicologia e da ciência suas armas “solitárias” em busca de uma realidade melhor e mais solidária. Sua obra “As Pessoas Com Deficiência Na História do Brasil”, (4ª. ed. - 2021) é a única no gênero há mais de uma década.
Premiado duas vezes pelo Memorial da Inclusão (SP), sua produção intelectual voltada às questões educacionais de crianças e jovens com deficiência, passa de setecentos textos, vídeos, livros, reportagens, artigos, colunas publicadas em vários veículos de comunicação alternativos e de massa, artigos científicos, material sobre psicologia e pessoas com deficiência, teorias e práticas pedagógicas. Livros como “O Que É Educação Inclusiva – Coleção Primeiros Passos” (2011) e “Introdução Geral Em Educação Inclusiva“ (2015). Além de ministrar mais de setenta palestras presenciais em escolas, faculdades, congressos e formações pedagógicas e online, treinamentos sobre Educação Inclusiva no país.